# Alfred Jarry
Pour les articles homonymes, voir Jarry.
Alfred Jarry, né le 8 septembre 1873 à Laval et mort le 1er novembre 1907 à Paris 6e, est un poète, romancier, écrivain et dramaturge français. Il fut aussi dessinateur et graveur sur bois, usant parfois du pseudonyme d’Alain Jans.

## Biographie

### Famille, naissance et baptême
Alfred Henri Jarry est le fils d’Anselme Jarry, négociant puis représentant en commerce, et de Caroline Quernest, fille du juge de paix de Hédé. Il est baptisé le 8 juin 1874 dans la cathédrale de Laval.

### Études primaires et secondaires, débuts dans la dramaturgie
Il est inscrit comme élève dans la division des minimes au lycée Ambroise-Paré en 1878. L’année suivante, sa mère déménage à Saint-Brieuc, y emmenant l'enfant et sa sœur Caroline, appelée Charlotte. C’est donc au lycée de Saint-Brieuc que Jarry poursuit brillamment ses études jusqu'en 1888, année de sa seconde. Dès 1885, il compose des comédies en vers et en prose, comme les Brigands de la Calabre (1885), le Parapluie-Seringue du Docteur Thanaton, le Procès, les Antliaclastes (1re version 1886, 2e version, 1888).
En 1888, Mme Jarry s’installe avec ses deux enfants à Rennes. Jarry entre en rhétorique au lycée de Rennes (actuel lycée Émile-Zola de Rennes) en octobre 1888. Là, M. Hébert, professeur de physique, incarne aux yeux de ses élèves « tout le grotesque qui est au monde ». L'enseignant devient le héros d’une littérature scolaire abondante. Parmi celle-ci, une comédie intitulée Les Polonais que Jarry écrit en classe de première et qui constitue la plus ancienne version de ce qui deviendra plus tard, remaniée et retravaillée, la pièce d'Ubu roi. Les élèves font jouer Les Polonais par des marionnettes, à leur propre domicile, baptisé pour l'occasion « Théâtre des Phynances ».
Jarry obtient en 1890 la seconde partie du baccalauréat, mention « Bien ».

### Études supérieures
En 1891-1892, il est élève d’Henri Bergson et condisciple de Léon-Paul Fargue et d’Albert Thibaudet au lycée Henri-IV. Il échoue au concours d'entrée à l’École normale supérieure (trois échecs successifs suivis de deux échecs pour la licence ès lettres). En décembre 1893, il fait un bref passage à la rédaction, avec Fargue, de L'Art littéraire, bulletin mensuel d'art et de critique fondé par Louis Lormel où il signe du nom d'« Alfred-Henry Jarry » une Berceuse pour endormir le mort. L'année 1893 le voit gravement malade et soigné par sa mère qui mourra peu après.
En mai-juin 1894, il part pour Pont Aven et séjourne dans la pension Gloanec. Il y rencontre Paul Gauguin et Anna, sa compagne tahitienne, Armand Seguin et son épouse, Eric Forbes-Robertson, Charles Filiger, et Roderic O'Conor. Gauguin saluera plus tard Ubu roi dans son journal qu'il fabrique lui-même à partir de gravures sur bois, Le Sourire.
Ses publications lui permettent cependant de rencontrer Marcel Schwob, Alfred Vallette (directeur du Mercure de France) et sa femme Rachilde. Dans la maison du couple, il présente, en 1894, Ubu Roi. Il fréquente en outre les mardis de Mallarmé et collabore à la Revue Blanche et au Mercure de France auquel il donne l'Haldernablou. Deux ans plus tard, il entre en fonction auprès de Lugné-Poe qui lui confie le programme de la prochaine saison du Théâtre de l'Œuvre où la première d’Ubu roi a lieu le 10 décembre 1896, suscitant une polémique comparable à la bataille d’Hernani. Dès lors, les représentations des pièces de Jarry se suivent au fil des cycles d’Ubu.

### Carrière

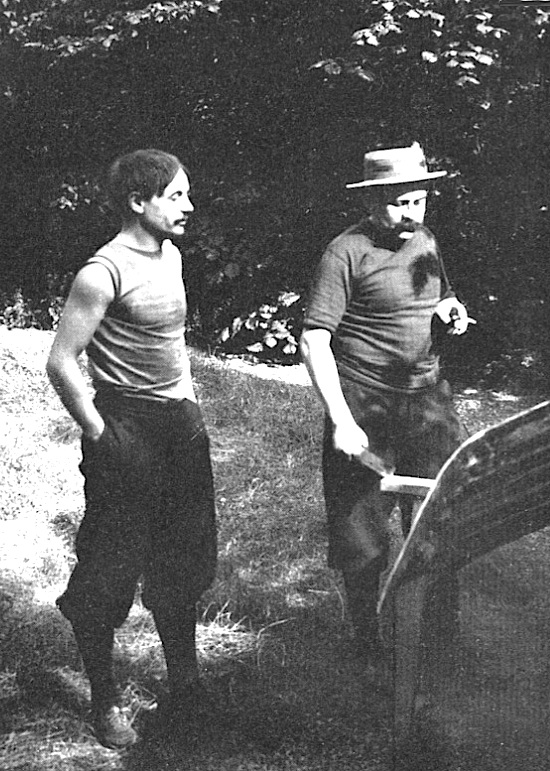
Jarry (à gauche) et Alfred Vallette restaurant L'As dans les jardins du « phalanstère » de Corbeil (été 1897).

Entre octobre 1894 et décembre 1895, il dirige L'Ymagier avec Remy de Gourmont, ce recueil de gravures anciennes et nouvelles, d’études artistiques et philologiques paraît en fascicules trimestriels, in-quatro. Son père meurt en 1895, la même année, il est définitivement réformé, du fait d'une lithiase biliaire chronique.
En 1896 se place l’événement historico-mythique de l’achat de la bicyclette « Clément Luxe 96 course sur piste » que le marchand Trochon s’obstinera longtemps à vouloir faire payer au poète, en vain. S'étant brouillé avec Fargue puis Gourmont, il fonde seul une revue d’estampes, Perhindérion, qui n’aura que deux numéros (mars et juin 1896). Jarry se lie par ailleurs avec lord Douglas, l'amant d'Oscar Wilde.[réf. nécessaire]
En 1897, il a épuisé son héritage, mais achète au comptant le 9 juillet, auprès d'un restaurateur d'Alfortville, une périssoire en acajou nommée L’As, qui entrera dans la littérature par la geste de Faustroll et qu'il restaure avec l'aide de Vallette dans le jardin du « phalanstère » de Corbeil. Son compatriote le douanier Rousseau l’héberge brièvement. En novembre 1897, expulsé du 78 boulevard de Port-Royal, il s’installe 7, rue Cassette, au deuxième étage et demi : il s'agit d'un petit espace au plafond bas, qui servait autrefois de remise à des objets de culte, et que Jarry appelle sa « grande Chasublerie ». C'est cette année-là, lors d'une soirée chez Gaston Danville, qu'il rencontre le médecin Jean Saltas avec lequel il va collaborer à des travaux littéraires et qui restera son ami jusqu'au dernier jour : Danville, proche du Mercure de France, deviendra sans doute le premier pataphysicien reconnu par Jarry lui-même.

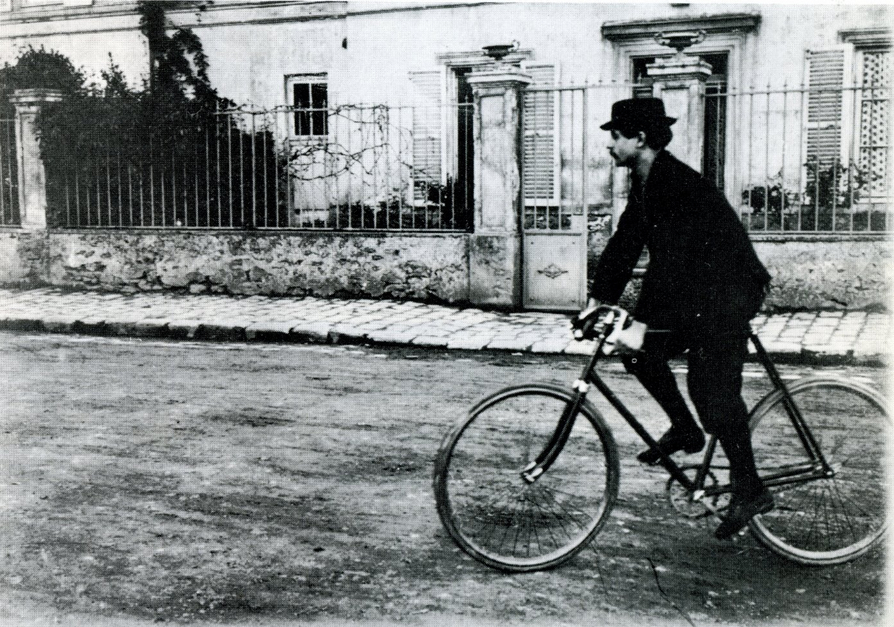
Alfred Jarry sur sa bicyclette Clément, arrivant au « phalanstère » de Corbeil (1898).

Le 20 janvier 1898, une représentation d’Ubu roi par des marionnettes, dessinées par Pierre Bonnard, est donnée au théâtre des Pantins, au 6 rue Ballu à Paris. Jarry écrit en 1901 une réduction en deux actes d'Ubu roi qui est jouée la même année au cabaret des « Quat'z'arts » (cette version raccourcie d'Ubu roi paraît en 1906 sous le titre d’Ubu sur la butte). En 1902, paraît Le Surmâle. La même année, Jarry commence une brève collaboration avec la revue du prince Georges Bibesco (1834-1902), La Renaissance latine. Il publie en 1903 une série d'articles dans la revue Le Canard sauvage (premier numéro en mars 1903, dernier numéro en octobre 1903). Il commence à écrire La Dragonne pendant son séjour au Grand-Lemps (Isère), en 1904 chez Claude Terrasse qui avait accompagné au piano la représentation d'Ubu roi au théâtre des Pantins, tout en continuant à travailler avec lui au livret de Pantagruel.
De 1897 à 1898, Jarry rédige l'ouvrage Gestes et opinions du docteur Faustroll, pataphysicien qui paraît chez Fasquelle à titre posthume en 1911. Il y définit la ’Pataphysique comme « la science des solutions imaginaires, qui accorde symboliquement aux linéaments les propriétés des objets décrits par leur virtualité » (livre II, chapitre VIII).
S’identifiant à son personnage et faisant triompher le principe de plaisir sur celui de réalité, Jarry a vécu comme il lui plaisait avec ses trois attributs : la bicyclette, le revolver et l’absinthe. Il leur sacrifiera la respectabilité et le confort. Dans une petite baraque proche d’une rivière, à côté d’un lit-divan, Rabelais composait l’essentiel de sa bibliothèque. L’humour lui a permis d’accéder à une liberté supérieure. « Jarry jouant Ubu, non plus sur scène mais à la ville, tend ainsi un terrible miroir aux imbéciles, il leur montre le monstre qu’ils sont. Il dit « Merdre aux assis ». » (Georges-Emmanuel Clancier[réf. incomplète])[style à revoir].

### Mort
Le 28 mai 1906, Jarry écrit à Rachilde : « (Le Père Ubu) n’a aucune tare ni au foie, ni au cœur, ni aux reins, pas même dans les urines ! Il est épuisé, simplement et sa chaudière ne va pas éclater mais s’éteindre. Il va s’arrêter tout doucement, comme un moteur fourbu. » Épuisé, malade, harcelé par ses créanciers, malgré l'aide financière d'Octave Mirbeau et de Thadée Natanson, Jarry fait des allers et retours entre Paris et Laval. Dans cette dernière ville, on lui administre les derniers sacrements et il rédige lui-même son faire-part. Il meurt, célibataire, d'une méningite tuberculeuse six mois plus tard, le 1er novembre 1907 à 4 heures et quart du soir, à l’hôpital de la Charité, à Paris, plus exactement au 47 rue Jacob, l'acte de décès mentionnant également les noms des employés Philippe Barbe et Auguste Gauriou, signataires et témoins. Comme dernière volonté, il demande un cure-dent.
Il est enterré au cimetière parisien de Bagneux (23e division, 5e ligne, 5e place) où sa tombe, aujourd'hui anonyme et non entretenue, est toujours en place. Sont présents à son inhumation, Alfred Valette, Rachilde, Octave Mirbeau, Paul Valéry et Paul Léautaud, entre autres personnalités.

## Postérité
La ’Pataphysique, notion à laquelle Jarry consacre le chapitre VIII (intitulé « Définition ») du livre II (« Éléments de pataphysique ») des Gestes et opinions du docteur Faustroll, pataphysicien, sera promue par le Collège de ’Pataphysique, créé en 1948.
Jarry est l’un des inspirateurs des surréalistes et du théâtre de l'absurde[réf. nécessaire].
André Gide, sans changer son nom, en fait un personnage des Faux-monnayeurs.
Une sculpture intitulée Alfred Jarry d'Ossip Zadkine (1966) a été inaugurée sur le parvis des droits de l'homme, dans sa ville natale de Laval.
En 1971, Robert Charlebois a mis le poème « Décochons des traits » en musique dans la chanson Terre-Love (album Le Mont Athos)  pour laquelle Jarry est inscrit comme co-auteur,.
En 1975, le groupe de rock avant-gardiste Pere Ubu est créé à Cleveland en hommage au personnage inventé par Jarry.
Une salle de l’université Rennes-II porte son nom, ainsi que la salle rennaise de spectacle L'Ubu, située quasiment en face du lycée un temps fréquenté par Jarry, où son professeur Félix-Frédéric Hébert a inspiré à ses élèves le personnage Ubu.
Le jeu vidéo Les Chevaliers de Baphomet (1996) lui fait référence à quelques reprises : le personnage Nicole Collard habite « rue Jarry » et Georges se rend à l'« hôtel Ubu » ainsi qu'au « café de la chandelle verte ».
De janvier à août 2020, la Morgan Library and Museum (New York) montre une exposition intitulée Alfred Jarry: The Carnival of Being, présentant des documents rarissimes de la main de Jarry issus de la collection Robert J. et Linda Klieger Stillman.

## Publications

### Ouvrages publiés de son vivant

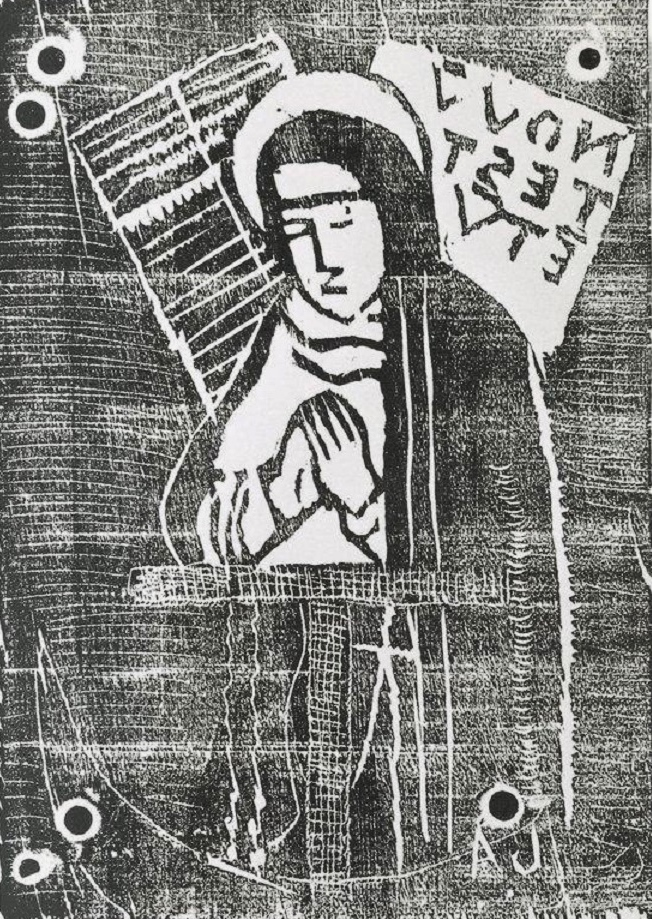
Alfred Jarry : Sainte Gertrude, gravure sur bois signée de son pseudonyme Alain Jans parue dans L'Ymagier (1895).

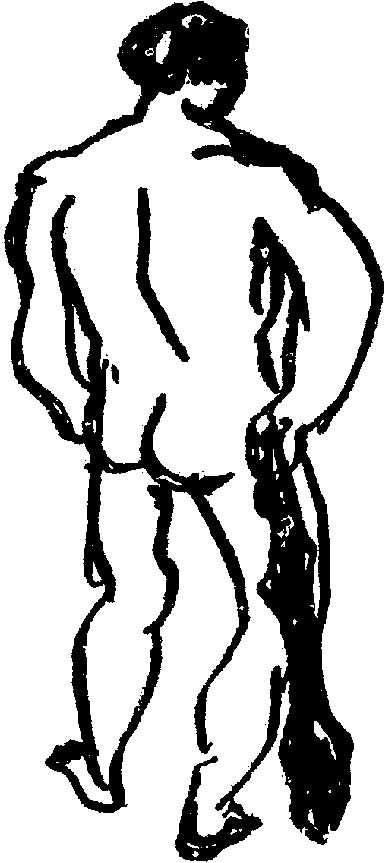
« Le Surmâle », vignette de Pierre Bonnard pour l'édition de 1945.

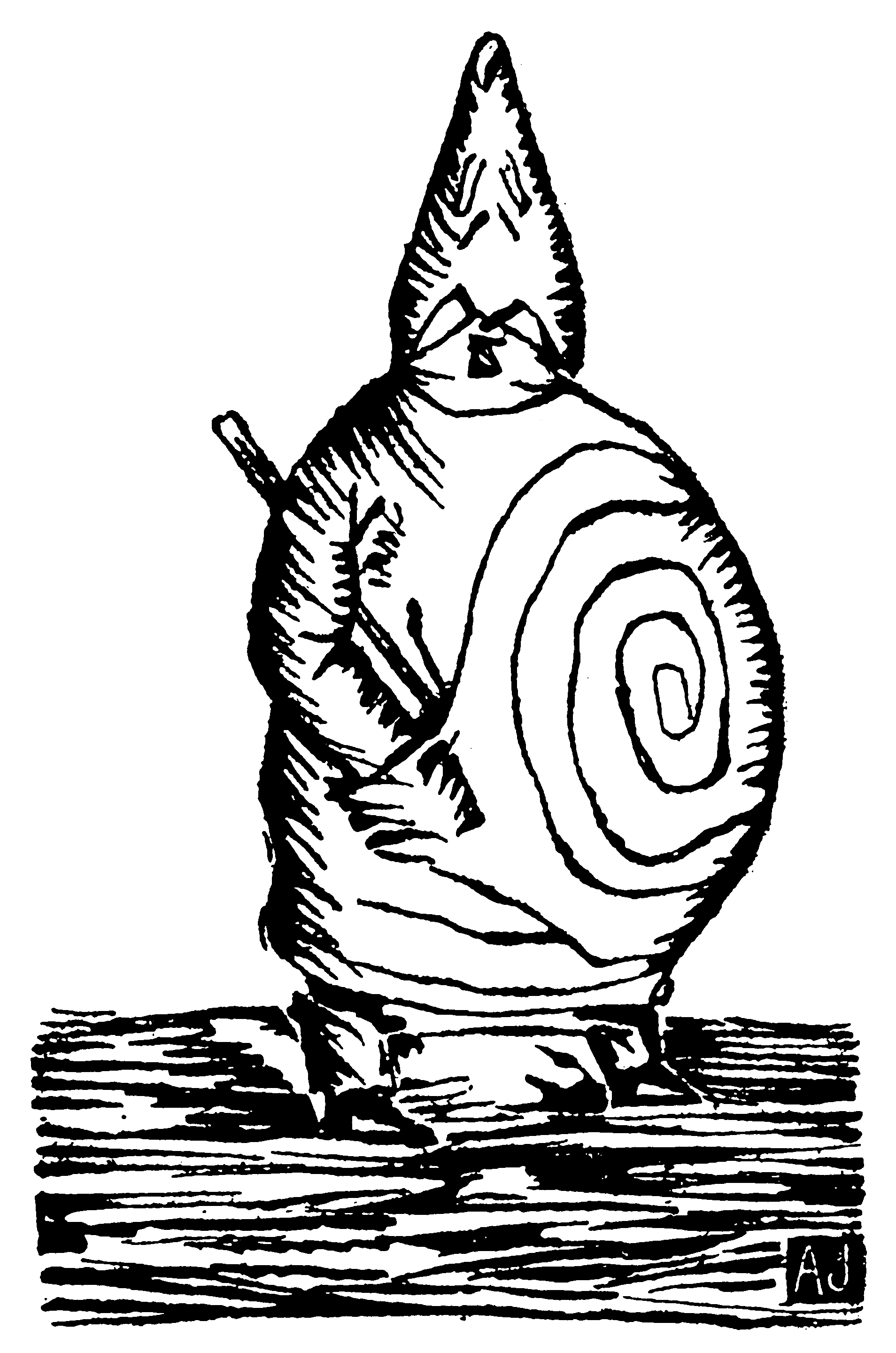
Véritable portrait de Monsieur Ubu au ventre orné de sa célèbre Gidouille, par Alfred Jarry (1896).

- Les Minutes de sable mémorial, poèmes, Paris, Éditions du Mercure de France, octobre 1894 — texte en ligne.
- L'Ymagier, revue d'art, avec Remy de Gourmont, d'octobre 1894 à décembre 1895 — sur Gallica.
- César-Antéchrist, Paris, Éditions du Mercure de France, octobre 1895 — sur Gallica.
- Perhinderion, revue d'art, mars et juin 1896 — sur Gallica.
- Ubu roi, drame en cinq actes…, Paris, Éditions du Mercure de France, juin 1896 — sur Gallica.
- Les Jours et les Nuits, roman d'un déserteur, Paris, Éditions du Mercure de France, janvier 1897 — texte en ligne.
- Ubu roi. Texte et musique, fac-similé autographique, avec Claude Terrasse, Paris, Éditions du Mercure de France, 1897.
- L’Amour en visites, Paris, Éditions Pierre Fort, juin 1898.
- Almanach du Père Ubu illustré (janvier, février, mars 1899), dit « Petit Almanach », publié en décembre 1898[19].
- L'Amour absolu, publié sous forme de manuscrit en fac-similé, [imprimerie du Mercure de France], 1899 — réédité en 1932 avec préfaces de Jean Saltas, Charlotte Jarry et Rachilde [PDF]. Livre en ligne.
- Ubu enchaîné, précédé d'Ubu roi dont La Chanson du décervelage, Paris, Éditions du Mercure de France, 1900 — sur Gallica.
- Ubu roi, version définitive, Paris, Éditions de La Revue blanche, 1900.
- Almanach illustré du Père Ubu (XXe Siècle) 1er janvier 1901, avec Pierre Bonnard, Claude Terrasse et Fagus, imprimé en décembre 1900 par Ambroise Vollard — sur Gallica.
- Messaline, roman de l'Ancienne Rome, Paris, Éditions de La Revue blanche, 1901.
- Le Surmâle, roman moderne, Paris, Éditions de La Revue blanche, 1902 — texte en ligne.
- Par la taille, un acte comique et moral en prose et en vers pour esjouir grands et petits, Paris, Éditions Edward Sansot, collection « Théâtre mirlitonesque », 1906.
- Ubu sur la Butte, Paris, Éditions Edward Sansot, collection « Théâtre mirlitonesque », mai 1906.
- Le Moutardier du pape. Opérette bouffe en trois actes, frontispice de Frédéric-Auguste Cazals et vignettes de Paul Ranson, imprimé par Bussières, 1907 — tiré à 120 exemplaires.
- Albert Samain (Souvenirs), Paris, Éditions Victor Lemasle, 1907.

### Textes publiés à titre posthume
La première date entre parenthèses figure l'année de composition par Jarry.
- La Papesse Jeanne. Roman médiéval (1907) d’Emmanuel Rhoïdès, roman traduit avec Jean Saltas du grec, Paris, Charpentier et Fasquelle, 1908.
- Gestes et opinions du docteur Faustroll, pataphysicien. Roman néo-scientifique (1898) suivi de Spéculations, Paris, Eugène Fasquelle, 1911 — texte en ligne.
- Pantagruel. Opéra bouffe en cinq actes et cinq tableaux (1905), avec Eugène Demolder, musique de Claude Terrasse, Paris, Société d'éditions musicales, 1911.
- La Ballade du vieux marin (octobre 1893), traduit de l'anglais d’après The Rime of the Ancient Mariner de Coleridge, illustrations de Deslignères, Paris, Ronald Davies, 1921.
- Les Silènes (1900), traduction partielle de l'allemand de Sherze, Ironie, Satire par Christian Dietrich Grabbe, Papeete, Les Bibliophiles créoles [1926] — édition d'après la manuscrit appartenant à Guillaume Apollinaire [PDF]. Livre en ligne.
- La Dragonne, roman, préface de Jean Saltas, Paris, Éditions Gallimard - NRF, 1943.
- Ubu cocu, portrait d'Hermann-Paul, Paris/Genève, Éditions des Trois Collines, 1944.
- Œuvres complètes, 8 tomes, Monte Carlo/Lausanne, Éditions du Livre / Henri Kaeser, 1948.
- Olalla (1901), nouvelle de Stevenson traduit de l'anglais, préface de Maurice Saillet et Anne de Latis, Paris, Collège de 'Pataphysique, 1956.
- Saint-Brieuc des choux, textes inédits présentés par Maurice Saillet, Collection « La Grappe », Mercure de France, 1964  (ISBN 9782715204478) — manuscrit retrouvé en 1947 dans les anciens bureaux d'A. Vallette[21].
- La Chandelle verte. Lumières sur les choses de ce temps (août-septembre 1907), recueil préfacé et édité par Maurice Saillet, Paris, Le Livre de Poche, 1969.
- Œuvres complètes, collection Bibliothèque de la Pléiade, Gallimard :
  - tome I (1972), contient : Ontogénie - Les Minutes de sable mémorial - La Revanche de la nuit - César-Antéchrist - Ubu roi - Ubu enchaîné - Ubu cocu - Almanachs du Père Ubu - Ubu sur la Butte - Gestes et opinion du docteur Faustroll, pataphysicien - Les Jours et les nuits - L'Amour en visites - L'Autre Alceste - L'Amour absolu - Contribution à « L'Ymagier » et à « Perhindérion » - Textes critiques - Correspondance ;
  - tome II (1987), contient : La Ballade du vieux marin - Les Silènes - Léda - Messaline - Olalla - Le Surmâle - La Chandelle verte - Poèmes - L'Objet aimé - Textes critiques et divers ;
  - tome III (1988), contient : Pieter de Delft - Jef - Le Manoir enchanté - L'Amour maladroit - Le Bon Roi Dagobert - Par la taille - Le Moutardier du pape - La Papesse Jeanne - Pantagruel - La Dragonne - Albert Samain (souvenirs) - Correspondance.
- Œuvres complètes, Classiques Garnier, sous la direction d'Henri Béhar :
  - tome I (2012), contient : Ontogénie - La Ballade du vieux marin - Textes critiques de jeunesse - L'Ymagier-Perhinderion - Textes poétiques de jeunesse.
  - tome II (2012), contient : Les Minutes de sable mémorial - Ubu intime ou les Polyèdres - César-Antéchrist - L'Autre Alceste - Ubu roi - Ubu cocu - Autour d'Ubu - Les Jours et les nuits.
  - tome III (2013), contient : Gestes et opinion du docteur Faustroll, pataphysicien - Commentaire pour servir à la construction pratique de la machine à explorer le temps - L'Amour en visite - Almanach du Père Ubu illustré - L'Amour absolu - Les Silènes - Léda.
  - tome IV (2016), contient : Ubu enchaîné - Almanach illustré du Père Ubu - La Chandelle verte - Textes critiques et divers - Le temps dans l'art.
  - tome V (2020), contient : Messaline - Olalla - Le Surmâle - Pieter de Delft - Jef - Le Bon Roi Dagobert - Le Manoir enchanté - L'Amour maladroit - Derniers poèmes.
  - tome VI (2022), contient : L'Objet aimé - Ubu sur la Butte - Par la taille - Le Moutardier du pape - Albert Samain (souvenirs) - La Dragonne - La Papesse Jeanne - Pantagruel.

## Principales collaborations à des revues
De nombreux textes de Jarry sont parus dans des périodiques. Certains ont été réédités de son vivant sous la forme d'ouvrages (cf. plus haut), à partir des prépublications effectuées par le Mercure de France et La Revue Blanche. Une partie des articles avait été réunie par Jarry lui-même à partir de 1905-1906 pour un projet de livre qui fut édité en 1969 sous le titre prévu par l'auteur, La Chandelle verte, par Maurice Saillet.
- L'Écho de Paris, supplément littéraire illustré — de mars à août 1893[22].
- L'Art littéraire — décembre 1893 à octobre 1894[23].
- Les Essais d’art libre — février à juillet 1894.
- Le Mercure de France — juillet 1894 à février 1899.
- L'Ymagier — octobre 1894 à juillet 1895.
- Perhinderion, revue d'A. Jarry — mars et juin 1896.
- Le Livre d’art, dirigée par Maurice Dumont et Paul Fort — mars et mai 1896
- La Revue blanche — du 1er mai 1896 à avril 1903.
- Don Juan, du 10 octobre au 28 novembre 1897[24].
- La Revue d’art dramatique[Quand ?]
- L’Omnibus de Corinthe — no 5 d'octobre 1897.
- La Renaissance latine — novembre et décembre 1902.
- La Plume — janvier 1903 à janvier 1904.
- Le Canard sauvage — mars à octobre 1903.
- L'Œil — mai à août 1903.
- Le Festin d'Ésope, dirigée par Guillaume Apollinaire — décembre 1903.
- Le Figaro — juillet et août 1904.
- Poesia, fondée par F. T. Marinetti — mai et septembre 1905.
- Vers et prose, dirigée par Paul Valéry et Paul Fort — mars et avril 1906.

## Œuvres musicales inspirées par Alfred Jarry
- Musique pour les soupers du Roi Ubu de Bernd Alois Zimmermann (1962 - 1966).
- Ubu, chanson de Jean-Roger Caussimon (1975).
- Ubu, chanson de Dick Annegarn.
- Ubu Roi, opéra de Krzysztof Penderecki (1991).

## Premières créations de ses œuvres scéniques
La date de création renvoie à la première mise en scène mondiale.
- Ubu roi, compagnie du théâtre de l'Œuvre, Nouveau-Théâtre, 10 décembre 1896.
- Ubu roi, compagnie du théâtre des Pantins, atelier de Claude Terrasse, 20 janvier 1898.
- Ubu sur la Butte, au cabaret des Quat'z'Arts, 1901.
- Ubu enchaîné, par la Compagnie du diable écarlate, décors de Max Ernst (1937).
- L’Objet aimé, pastorale en un acte, écrite vers 1903, créée en 1937, Compagnie du diable écarlate, décors de Jean Effel ; texte publié chez Arcanes en 1953.
- Pieter de Delft, opéra-comique (1974).
- Jef, théâtre (1974).
- Le Manoir enchanté, opérette bouffe écrite en 1905, créée en 1974.
- L’Amour maladroit, opérette (1974).
- Le Bon Roi Dagobert, opérette bouffe (1974).
- Léda, opérette bouffe (1981).

## Iconographie de son vivant
Il existe de nombreux portraits d'Alfred Jarry composés par des artistes de son vivant :
- portrait dessiné par Eric Forbes-Robertson (juin 1894) à Pont-Aven[25].
- portrait dessiné (1896) par Lucien Lantier[26] ;
- portrait peint (1896 ?) par le Douanier Rousseau (perdu)[réf. nécessaire] ;
- portrait peint (1897) par Augustin Grass-Mick (1873-1963)[27] ;
- dessin crayonné (1897) par Frédéric-Auguste Cazals, dédicacé[28],[29] ;
- portrait par Hermann-Paul, dédicacé, qui appartenait à la collection personnelle de Picasso[réf. nécessaire] ;
- portrait, gravure sur bois, par Félix Vallotton (La Revue blanche, janvier-avril 1901) ;
- portrait, dessin à la plume, par Jules-Léon Perrichon[30].

#### Essais critiques
- Noël Arnaud, Alfred Jarry, d’Ubu roi au docteur Faustroll, Paris, La Table ronde, coll. « Les Vies perpendiculaires », 1974.
- Michel Arrivé, Les langages de Jarry. Essai de sémiotique littéraire, Paris, éd. Klincksieck, 1972.
- Paul Audi, Le Théorème du Surmâle. Lacan selon Jarry, Lagrasse, Verdier, 2011.
- Henri Béhar, Jarry dramaturge, Paris, Nizet, 1980.
- Henri Béhar, Les Cultures de Jarry, Paris, P.U.F., 1983 ; rééd. Paris, Nizet, 1994.
- Henri Béhar, La Dramaturgie d'Alfred Jarry, Paris, Honoré Champion, 2003.
- Patrick Besnier, Alfred Jarry, Paris, Plon, 1990.
- Patrick Besnier, Alfred Jarry, Paris, Fayard, 2005.
- Julien Bielka, JaJa : Alfred Jarry et le Japon. Tokyo, J. Bielka -  (ISBN 9798709206397)
- Henri Bordillon, Gestes et opinions d’Alfred Jarry, écrivain, Paris, Siloé, 1986.
- Alastair Brotchie, Alfred Jarry une vie pataphyisque, Dijon, Les presses du réel, 2018 (ISBN 9782840667049).
- Sylvain-Christian David, Alfred Jarry, le secret des origines, préface de Annie Le Brun, Paris, Presses Universitaires de France, coll. « Perspectives critiques », 2003.
- Riewert Ehrich: Dernier vœu: un cure-dent. Ds.: Viridis Candela. Le Publicateur du Collège de 'Pataphysique, 9e série - no. 28, 15 juin 2021, pp. 44-51.
- Riewert Ehrich, Individuation und Okkultismus im Romanwerk Alfred Jarrys, München, Fink, 1988.
- Riewert Ehrich, Les Ubus de Miró, ds. Paul Edwards (éd.) Centenaire d'Ubu Roi. Communications du Colloque International,1996, pp. 128-140.
- Matthieu Gosztola, Alfred Jarry, critique littéraire et sciences à l'aube du XXe siècle, Paris, Éditions du Cygne, 2013.
- Annie Le Brun, « Comme c'est petit un éléphant ! », postface au Surmâle, Paris, Ramsay/Jean-Jacques Pauvert, 1990.
- Jacques-Henri Levesque, Alfred Jarry, Paris, Seghers, coll. « Poètes d'aujourd'hui », 1970.
- De Los Angeles Vega Vasquez M. : « Jarry, Segalen et Suarès : trois âmes bretonnes à la recherche d’un paradis insulaire », in Bretagne et mer en écritures, collectif, Presses universitaires de Rennes, p. 127-159, 2009.
- Rachilde, Alfred Jarry ou le surmâle de lettres, Paris, Grasset, 1927 ; rééd. Paris, Arléa, 2007.

#### Articles
- Armelle Hérisson, « Le petit vers bouffe de Jarry et le poème », Études françaises, vol. 51, n° 3, 2015, p. 99-116 (lire en ligne).

#### Varia
- Alfred Jarry et les arts, actes du colloque international tenu à Laval les 30 et 31 mars 2007.
- Alfred Jarry du manuscrit à la typographie, SAAJ & Du Lérot éditeur, Paris & Tusson, actes du colloque international à Reims les 21 et 22 février 2014.

### Documents audiovisuels
- Ubu roi, adaptation télévisée intégrale de la pièce par Jean-Christophe Averty (1965), réédité en DVD par Universal en 2007 (accompagné de Un siècle d'écrivain : Alfred Jarry, réalisé par J.-C. Averty, 1995).
- Ubu enchaîné, adaptation télévisée de la pièce par Jean-Christophe Averty (2e chaîne couleur ORTF, 1971), édité en DVD par l'INA en 2010 (accompagné d'un avant-programme Grand Public : Alfred Jarry sur la pièce et la vie de l'auteur, présenté par Guy Grosso et Michel Modo avec Noël Arnaud, réalisé par J.-C. Averty, 1971).
- Ubu roi, musique de scène d'Émile Goué composée en détention à l'Oflag XB.

#### Notices
- Ressources relatives aux beaux-arts :   - AGORHA
  - Artists of the World Online
  - Bénézit
  - Delarge
  - Grove Art Online
  - Musée d'Orsay
  - Museum of Modern Art
  - National Gallery of Art
  - Nationalmuseum
  - RKDartists
  - Union List of Artist Names
- Ressources relatives à la littérature :   - The Encyclopedia of Science Fiction
  - Internet Speculative Fiction Database
  - NooSFere
  - Projet de recherche en littérature de langue bretonne
- Ressources relatives au spectacle :   - Archives suisses des arts de la scène
  - Les Archives du spectacle
  - Kunstenpunt
- Ressources relatives à la musique :   - Muziekweb
  - Répertoire international des sources musicales
- Ressource relative à plusieurs domaines :   - Radio France
- Ressource relative à la bande dessinée :   - BD Gest'
- Ressource relative à la recherche :   - Isidore
- Ressource relative à l'audiovisuel :   - IMDb
- Notices dans des dictionnaires ou encyclopédies généralistes :   - Britannica
  - Brockhaus
  - Den Store Danske Encyklopædi
  - Deutsche Biographie
  - Enciclopedia De Agostini
  - Enciclopédia Itaú Cultural
  - Gran Enciclopèdia Catalana
  - Hrvatska Enciklopedija
  - Internetowa encyklopedia PWN
  - Nationalencyklopedin
  - Proleksis enciklopedija
  - Store norske leksikon
  - Treccani
  - Universalis
  - Visuotinė lietuvių enciklopedija
- Notices d'autorité :   - VIAF
  - ISNI
  - BnF (données)
  - IdRef
  - LCCN
  - GND
  - Italie
  - Japon
  - CiNii
  - Espagne
  - Belgique
  - Pays-Bas
  - Pologne
  - Israël
  - NUKAT
  - Catalogne
  - Suède
  - Vatican

#### Autres
- Les célébrations du centenaire de la mort d'Alfred Jarry.
- La Société des amis d'Alfred Jarry.
- Manuscrits d'Alfred Jarry numérisés par la bibliothèque littéraire Jacques Doucet.